# Vladislav Ignátiev
Vladislav Viacheslávovich Ignátiev (en ruso: Владислав Вячеславович Игнатьев; Náberezhnye Chelny, Rusia Soviética, Unión Soviéticam 20 de enero de 1987) es un futbolista ruso. Juega de defensa.

## Trayectoria
Debutó en la Liga Premier de Rusia el 10 de abril de 2009 con el PFC Krylia Sovetov Samara contra el FC Khimki.
Firmó por cinco años con el Lokomotiv el 25 de diciembre de 2009. En 2012 Ignatyev ficharía por el FC Krasnodar.
Volvería al Lokomotiv de Moscú el 10 de febrero de 2016.

## Selección nacional
Debutó con la selección de Rusia el 14 de noviembre de 2015 en un amistoso contra Portugal.
El 11 de mayo de 2018 fue incluido en la preselección para el Mundial de Fútbol de 2018, sin embargo no fue parte del plantel final que jugó la copa.

## Estadísticas

### Clubes
Actualizado al último partido disputado el 15 de mayo de 2019.
| Club                          | País  | Año       | PJ | Goles |
| ----------------------------- | ----- | --------- | -- | ----- |
| FC Neftekhimik Nizhnekamsk    | Rusia | 2004-2005 | 39 | 6     |
| FC KAMAZ                      | Rusia | 2006-2008 | 78 | 9     |
| PFC Krylia Sovetov Samara     | Rusia | 2009      | 25 | 1     |
| FC Lokomotiv de Moscú         | Rusia | 2010-2012 | 36 | 4     |
| FC Kubán Krasnodar (préstamo) | Rusia | 2010      | 13 | 1     |
| FC Krasnodar                  | Rusia | 2012-13   | 27 | 1     |
| FC Kubán Krasnodar            | Rusia | 2013-2016 | 58 | 13    |
| FC Lokomotiv de Moscú         | Rusia | 2016-2021 | 98 | 4     |
| FC Rubin Kazán                | Rusia | 2021-2022 | 0  | 0     |

### Selección nacional
| Selección       | Temporada     | Encuentros | Encuentros |
| Selección       | Temporada     | Part.      | Goles      |
| --------------- | ------------- | ---------- | ---------- |
| Rusia 2 · Rusia | 2011          | 2          | 1          |
| Rusia 2 · Rusia | Total         | 2          | 1          |
| Rusia · Rusia   | 2015-         | 5          | 0          |
| Rusia · Rusia   | Total         | 5          | 0          |
| Total carrera   | Total carrera | 7          | 1          |

## Palmarés

### Títulos nacionales
| Título                | Club                     | País  | Año     |
| --------------------- | ------------------------ | ----- | ------- |
| Copa de Rusia         | F. C. Lokomotiv de Moscú | Rusia | 2016-17 |
| Liga Premier de Rusia | F. C. Lokomotiv de Moscú | Rusia | 2017-18 |
| Copa de Rusia         | F. C. Lokomotiv de Moscú | Rusia | 2018-19 |
| Supercopa de Rusia    | F. C. Lokomotiv de Moscú | Rusia | 2019    |
| Copa de Rusia         | F. C. Lokomotiv de Moscú | Rusia | 2020-21 |